# Ramel (Adelsgeschlecht)

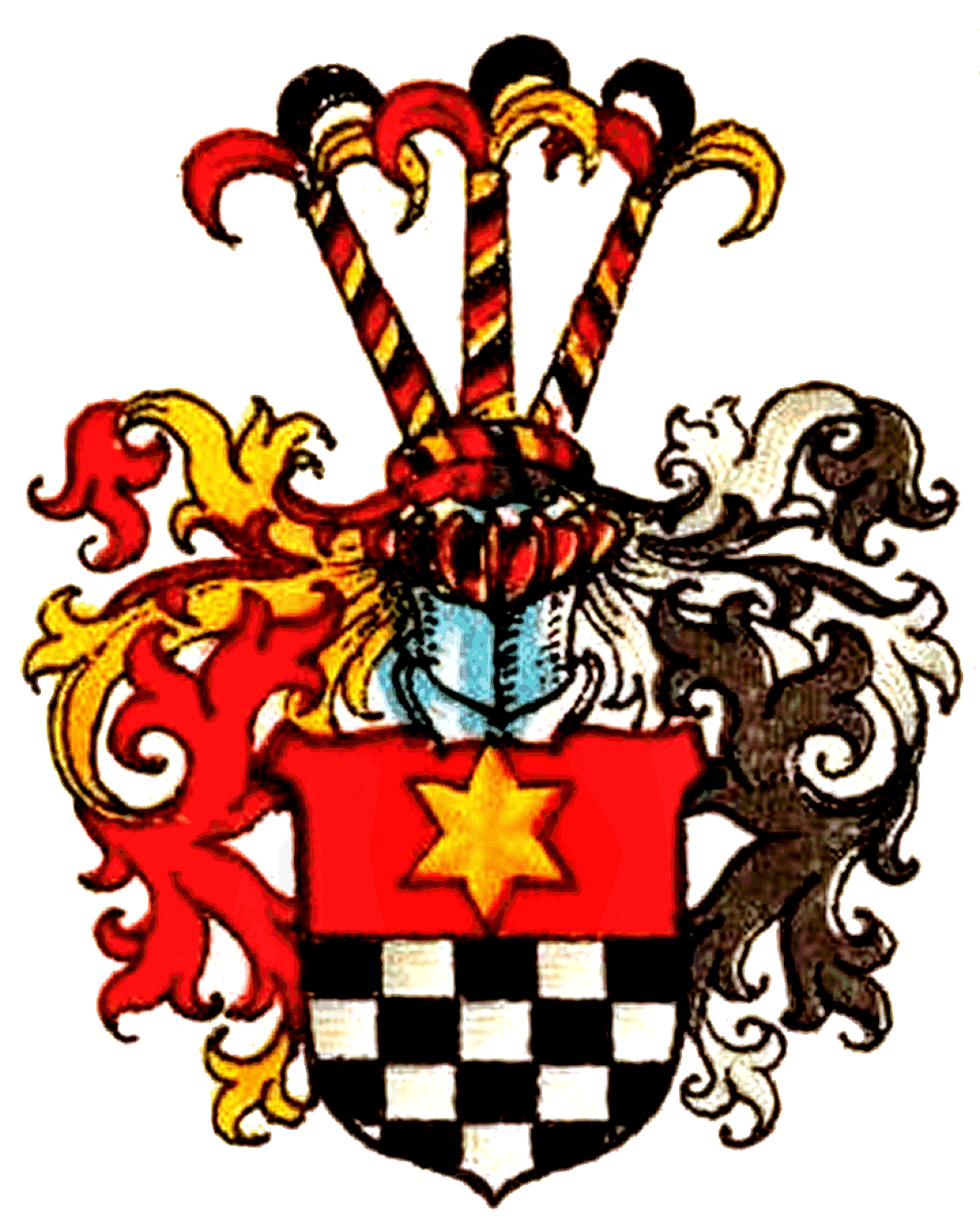
Wappen derer von Ramel

Ramel, auch Rahmel, früher Romele, ist der Name eines alten pommerschen Adelsgeschlechts. Die Familie lebt heute im Freiherrnstand in Schweden.

## Geschichte

### Herkunft
Über das Herkommen der Familie ergibt sich aus der Forschungsgeschichte kein einheitliches Bild. Den Nachweis der früher häufig postulierte Abstammung von einem gleichnamigen braunschweigischen Geschlecht, welches zwischen 1190 und 1378 auch in Mecklenburg blühte, konnte die Forschung bisher nicht erbringen. Ebenso wenig lässt sich die aufgestellte Behauptung stützen, die Ramel würden aus der Mark Brandenburg nach Pommern gekommen sein.

### Pommern
Die Ramel werden jedenfalls zu den ältesten, späterhin auch zu den schlossgesessenen und damit angesehensten Geschlechtern Pommerns gezählt.
Im Jahre 1256 werden die Ramel mit Gerborg, der Witwe des Herbert Romele zu Lassan erstmals urkundlich genannt, als diese ihr Dorf Banzin auf Usedom an das Kloster Grobe gegen das jetzt verschwundene Klosterdorf Rauene bei Lassan vertauschte.
Beider mutmaßlicher Sohn Johannes von Ramel († nach 1303) war Herr auf Lassan, Alt Schlage und Persanzig. Mit ihm kam das Geschlecht also nach Hinterpommern. Er war mit Miroslawa, der Witwe von Kasimir, Kastellan von Kolberg aus dem Hause der Swantiboriden, vermählt, was das hohe Ansehen bereits der frühen Ramel unterstreicht. Aus der Folgegeneration sind zwei Töchter und vier Söhne bekannt, wobei die beiden Söhne Arndt († nach 1336) und Egberdt († nach 1313) die Stammreihe fortsetzten und Stifter der beiden Hauptlinien Alt Schlage – Wusterwitz und Nemitz – Weitenhagen wurden. Beide Linien unterteilten sich in der Folgezeit mehrfach.
Die Linie Wusterwitz konnte auch das Amt des Erbmarschalls im Stift Cammin an sich bringen. Als sie dieses Amt bei der Säkularisation verloren, erhielten sie 1657 durch Kurfürst Friedrich Wilhelm das Amt des Erbküchenmeisters von Hinterpommern, das sie bis 1773 innehatten. Der letzte männliche Angehörige der Familie in Pommern war der Landrat Caspar Friedrich von Ramel (* 1727; † 1795).

### Dänemark und Schweden

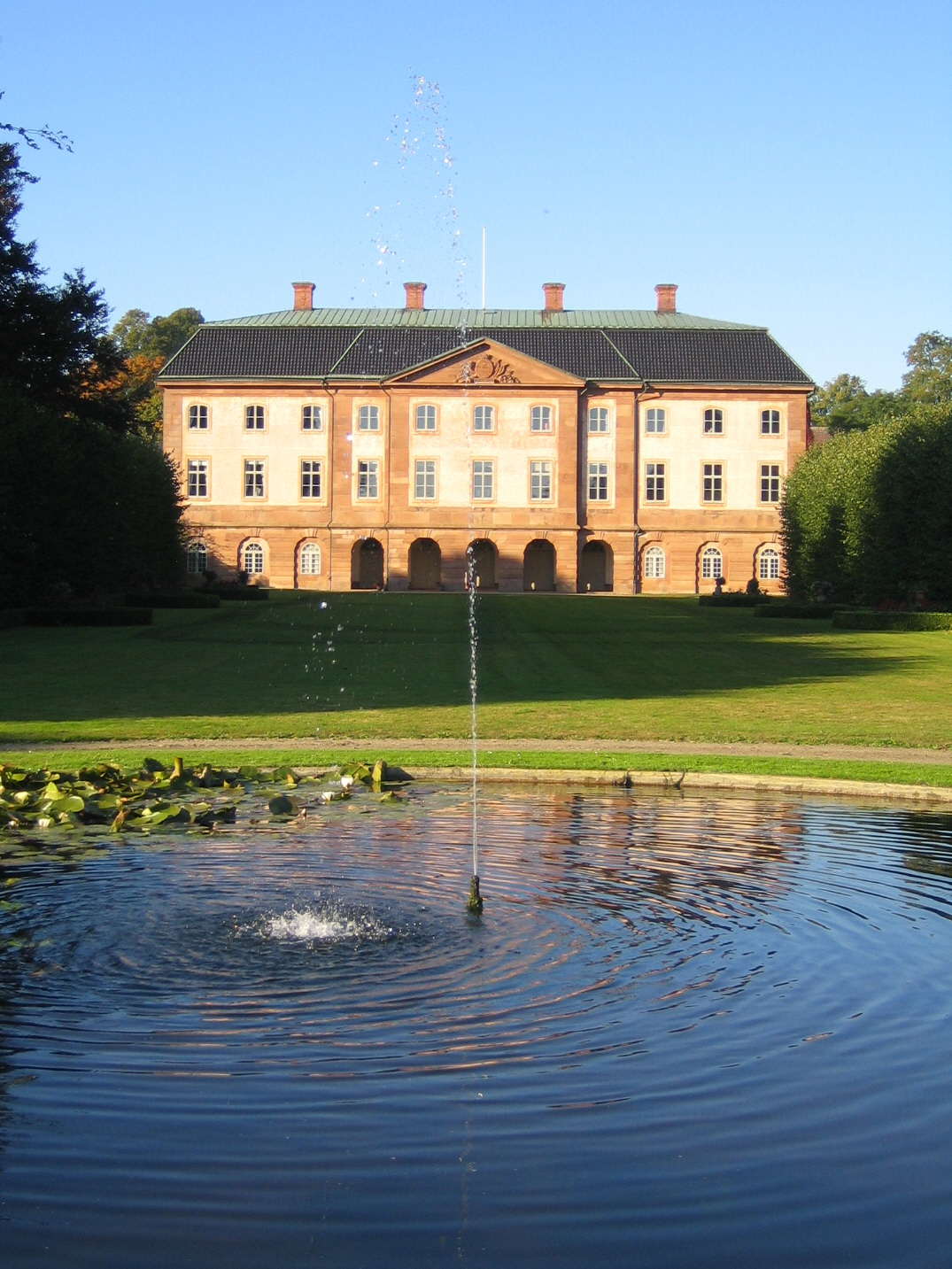
Schloss Övedskloster, Schweden

1584 erfolgte die dänische Adelsnaturalisation für Henrik Ramel aus der Linie Wusterwitz, dessen Deszendenten, die Brüder Ove und Hans Ramel, 1664 die schwedische Adelsnaturalisation erhielten. 1770 wurden die Ramel in den schwedischen Freiherrenstand erhoben. Einzig diese Linie hat bis in die Gegenwart Bestand und ist seit 1753 auf Schloss Övedskloster ansässig.

### Livland und Polen
Aus der Linie Weitenhagen ist Heinrich von Ramel († vor 1612), in polnische Dienste getreten, avancierte zum Rittmeister, war Starost von Orla in Livland und Dziewieniszki in Litauen, Kämmerer von Wenden und war bis zur Kapitulation am 27. Dezember 1600 Kommandant der polnischen Besatzung Dorpats. Seinen livländischen Güterbesitz veräußerte er noch zu Lebzeiten bzw. dieser wurde von den Schweden kassiert. 1607 erhielt er das polnische Indigenat und war 1611 königlicher Sekretär. Seine einzige Tochter Elisabeth aus der Ehe mit Margaretha von dem Broel genannt Plater, vermählte er mit Henrich Szmeling († 1634), der ihm auch auf seinen beiden Starosteien nachfolgte.

## Besitz
Zum historischen Güterbesitz deutscher Provenienz des Geschlechts gibt Ledebur einen groben Überblick, für die livländischen Güter vergleiche u. a. Hagemeister.
- In Pommern: Alt Schlage, Balentin, Bansin, Bartlin, Breitenberg, Bulgrin, Dallenthin, Damerow, Döringshagen, Düsterbeck, Kartzenburg, Klaptow, Kösternitz, Kurtshof, Kusserow, Lassan, Lübchow, Lustebuhr, Klein Machmin, Massow, Nadebahr, Nemitz, Nesekow, Neustettin, Persanzig, Peterwitz, Proncek, Pumlow, Quatzow, Rabuhn, Ramitzow, Rattacek, Reckow, Reddichow, Reinfeld, Repplin, Retzin, Ritzerow, Rossentin, Röglin, Rowe, Schlawe, Schmarsow, Schönwalde, Silesen, Groß und Klein Soltikow, Steglin, Vieverow, Wartekow, Weitenhagen, Wintershagen, Wusterwitz, Zeroehne, Ziezenow und Zowen
- In Preußen: Boiden im Kreis Mohrungen, Okronglak im Kreis Strasburg und Ramel im Kreis Neustadt
- In Dänemark: Nørre-Elkjær, ferner waren die Güter Gjessinggård, Jensgård, Katholm, Løvenborg und Turebyholm im Besitz vermählter Ramel-Töchter
- In Schweden, überwiegend in Schonen: Sirekøbing, Schloss Örtofta, Fideikommiss Schloss Övedskloster und Schloss Viderup
- In Livland: Kugen, Libbien, Lösern, Meselau, Ramelshof und Rujen

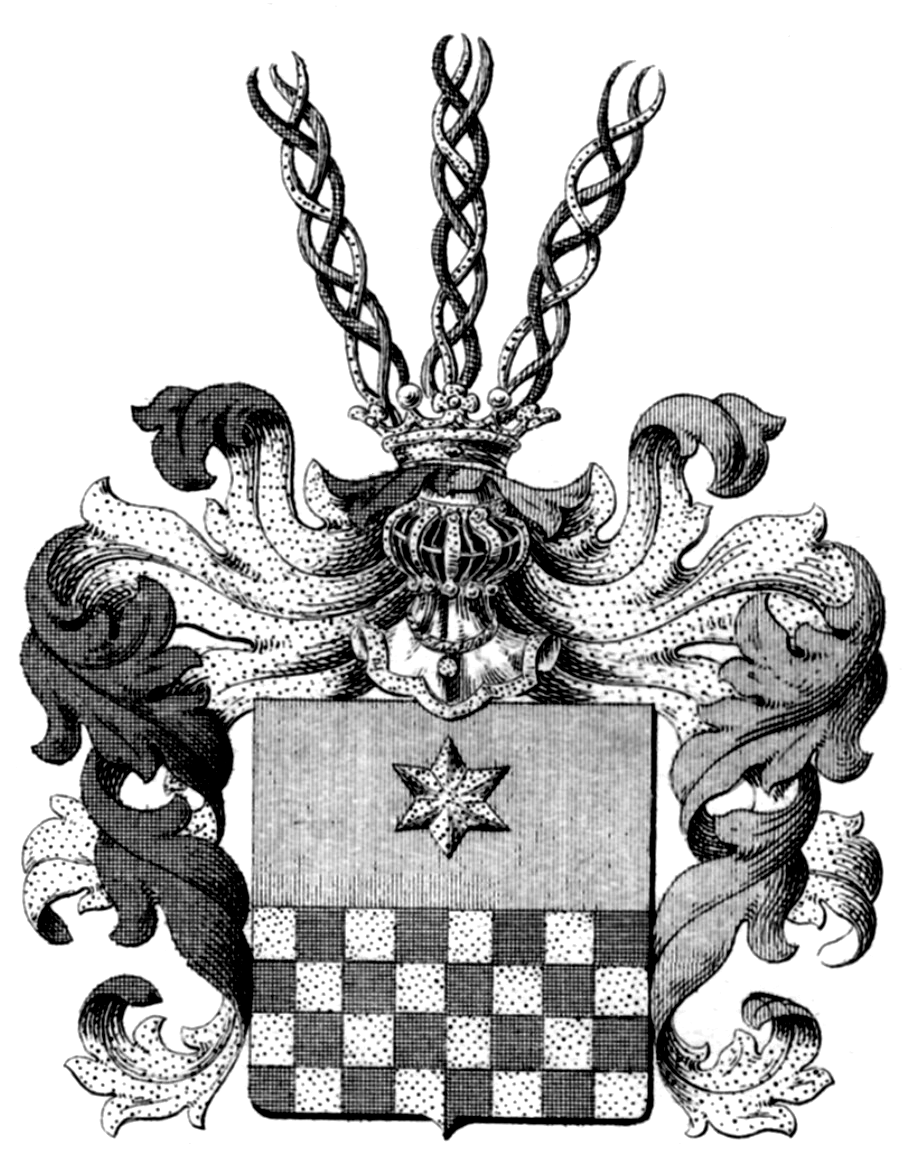
Wappen derer von Ramel

## Wappen
Das geteilte Wappen zeigt oben in Rot einen sechseckigen goldenen Stern. Auf dem Helm mit blau-rot-goldenen Decken neun zu je drei (blau, rot, gold) ineinander gewundene Ranken. Auf Abweichungen in Tingierung und beim Kleinod geht Kneschke unter Bezugnahme auf Meding und Bagmihl ausführlich ein.

## Angehörige
- Heinrich von Ramel († 1610), dänischer Diplomat, Kanzler und Hofmeister
- Heinrich von Ramel (1601–1653), Leiter der Ritterakademie zu Sorø
- Caspar Friedrich von Ramel (1727–1795), preußischer Landrat
- Malte Ramel (1747–1824), 1797–1824 Mitglied der Schwedischen Akademie
- Fredrik Ramel (1872–1947), 1930–1932 parteiloser Außenminister Schwedens
- Povel Ramel (1922–2007), schwedischer Musiker, Sänger und Komiker